# René van de Kerkhof
Reinier Lambertus „René“ van de Kerkhof (* 16. September 1951 in Helmond) ist ein ehemaliger niederländischer Fußballspieler. Er spielte in der Eredivisie für den FC Twente aus Enschede und die PSV aus Eindhoven, mit der er mehrfach Niederländischer Meister und Pokalsieger wurde und den UEFA-Pokal gewann. Bei jeweils zwei Welt- und Europameisterschafts-Endrunden stand er gemeinsam mit seinem 30 Minuten älteren Zwillingsbruder Willy im Kader der niederländischen Nationalmannschaft und wurde beide Male Vizeweltmeister.

## Vereinskarriere

### FC Twente
Die Laufbahn der Brüder van de Kerkhof ist eng mit Trainer Kees Rijvers verbunden. Rijvers entdeckte Willy und René van de Kerkhof beim Helmonder Amateurverein RKSV MULO. Eigentlich wollte er von den beiden Stürmern nur den jüngeren René verpflichten, doch Mutter van de Kerkhof bestand auf „beide oder keiner“, so dass die 18-jährigen Zwillinge zur Saison 1970/71 gemeinsam zum FC Twente nach Enschede gingen. Die 1500 Gulden Mehrkosten könne der Verein sich wohl leisten, meinte Rijvers. Drei Jahre später zahlte PSV 1,8 Millionen Gulden für die beiden.
Während Willy zunächst mit der zweiten Mannschaft vorliebnehmen musste, stieg René – von dem sein Bruder sagt, er sei damals schon weiter gewesen als er selbst – direkt in die erste Mannschaft des aufstrebenden Vereins – Twente war 1969 Dritter, 1970 Vierter der Eredivisie geworden – ein. Dank der Brüder van de Kerkhof, Stürmer Jan Jeuring, Torhüter Piet Schrijvers und seiner Abwehr um Epi Drost und Cees van Ierssel gelang es dem FC Twente, sich hinter den „großen drei“ Vereinen Ajax, PSV und Feijenoord zu etablieren. Schon in ihrer ersten Profisaison spielten die Kerkhof-Brüder international; im Messestädte-Pokal 1970/71 erreichte Twente das Viertelfinale gegen Juventus Turin, bei dem, wie sich der damals beeindruckte René van de Kerkhof später erinnerte, sich die Zuschauer „sogar auf den Bäumen“ rund ums Diekman-Stadion einen Platz suchten. Mit dem dritten Platz in der Ehrendivision 1972 qualifizierten sich die Tukkers zum ersten Mal für den UEFA-Pokal, aus dem das Team sich erst nach dem Halbfinale mit zwei Niederlagen gegen Borussia Mönchengladbach verabschieden musste. 99-mal trat René van de Kerkhof für den FC Twente in der Liga an; dabei erzielte er 34 Tore; dazu kamen zwei Treffer in sechs KNVB-Pokalspielen und fünf in 17 internationalen Begegnungen.
Trotz der Erfolge waren die van de Kerkhofs in Enschede noch Halbprofis; René arbeitete halbtags im Büro eines Baustoffhandels. Das änderte sich erst mit dem Wechsel zur PSV 1973.

### PSV Eindhoven

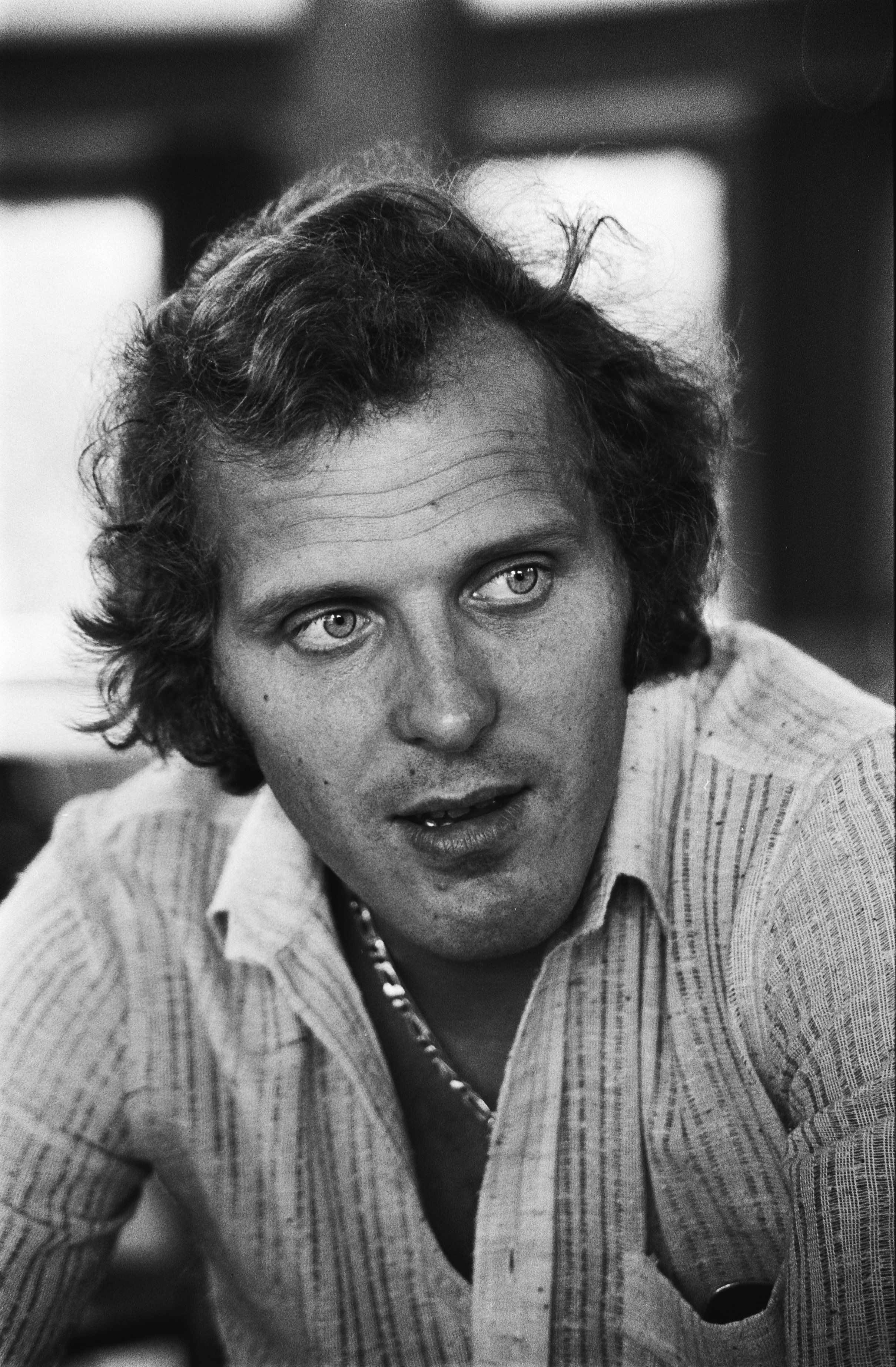
René van de Kerkhof, 1980

Kees Rijvers war bereits 1972 als Trainer zur PSV nach Eindhoven gewechselt (Spitz Kohn hatte beim FC Twente das Amt übernommen); die Brüder van de Kerkhof folgten ihm ein Jahr später. Der Beginn zweier Arbeitsverhältnisse, die sich zu einer langjährigen Erfolgsgeschichte entwickeln sollten. Wie in seinen sechs Jahren in Enschede baute Rijvers auch in Eindhoven eine junge – und noch erfolgreichere – Mannschaft auf. Für René van de Kerkhof bedeutete das in den nächsten zehn Jahren, die er bei der PSV unter Vertrag stand: drei Niederländische Meisterschaften, zwei KNVB-Pokalsiege und der Gewinn des UEFA-Pokals.

### Weltenbummler
Zehn Jahre blieb René van de Kerkhof in Eindhoven, unterbrochen von wenigen Wochen, in denen er 1980 bei der S.S. Lazio in Rom unter Vertrag stand, dann jedoch zurückkehrte, nachdem die Italiener wegen eines Wettskandals in die Serie B zurückgestuft wurden. Dann gab er seiner Abenteuerlust, die sein bodenständigerer Bruder Willy schon beim 17-jährigen René konstatiert hatte, nach und ging zunächst für eine Saison nach Griechenland zu Apollon Smyrnis. Stationen bei Seiko Hongkong und in Kanada bei den Toronto Blizzards folgten, ehe er zurückkehrte nach Brabant und drei Jahre in seiner Geburtsstadt bei Helmond Sport in der Eerste Divisie spielte. Nach einer Saison beim FC Eindhoven kehrte er 1988 zur PSV zurück, wo die Zwillinge bei den Amateuren noch eine Saison gemeinsam spielten und René seine aktive Laufbahn 1992 ausklingen ließ.

## Nationalmannschaft

### Amateure und Jugend
Die Van-de-Kerkhof-Zwillinge waren die letzten Nationalspieler, die es aus der niederländischen Amateurnationalmannschaft in die A-Nationalmannschaft schafften. Im Herbst 1969, als sie noch beim fünftklassigen MULO in Helmond aktiv waren, wurden sie in das Aufgebot für die Qualifikationsspiele zur Amateur-Europameisterschaft berufen. Am 25. Oktober 1969 gaben sie im Match in Wales ihr Debüt, damals noch beide als Stürmer, René auf der Linksaußenposition, Willy auf Rechtsaußen. Das Team erreichte die Endrunde in Italien, besiegte die jugoslawische Mannschaft in Forte dei Marmi mit 4:0 und musste im Finale gegen die spanische Vertretung antreten. Das Match endete nach Verlängerung mit einem 1:1-Remis; das Wiederholungsspiel verloren die Niederlande am folgenden Tage mit 1:2.
Nach ihren guten Leistungen bei den Amateuren sollten die Zwillinge auch in der Juniorennationalmannschaft spielen, die wenige Wochen später zum UEFA-Juniorenturnier antreten sollte. René entschied sich mit nach Schottland zu fahren, wo das Team ebenfalls den zweiten Platz erreichte (nach Losentscheid im Finale gegen die DDR-Auswahl); Willy dagegen war der Verein näher, der zur selben Zeit um den Aufstieg in die Tweede klasse kämpfte. Später spielten die van de Kerkhofs noch gemeinsam bei den Junioren; zu ihren Mitspielern gehörten schon zu dieser Zeit ihre späteren Wegbegleiter in der A-Elf, Johan Neeskens, Wim Rijsbergen und Johnny Rep.

### A-Nationalmannschaft
René van de Kerkhof wurde schon in seiner Zeit beim FC Twente Nationalspieler. Bereits Ende 1970 gehörte der 19-Jährige neben dem gleichaltrigen Johan Neeskens, der in diesem Match sein Debüt in Oranje gab, zum Kader für das EM-Qualifikationsspiel in Dresden gegen die DDR-Auswahl. Auf Intervention von Kees Rijvers, der den jungen Spieler nicht verheizt sehen wollte, kam er jedoch zunächst nicht zum Einsatz. Bondscoach František Fadrhonc setzte ihn mehr als ein Jahr später erstmals in einem Freundschaftsspiel gegen Österreich am 28. März 1973 ein; mit seinem Vereinskameraden Jan Jeuring und Mannschaftskapitän Piet Keizer vom AFC Ajax bildete er den Sturm, der die österreichische Abwehr beim 0:1 im Praterstadion jedoch nicht überwinden konnte. In seinem zweiten Länderspiel, nach dem Wechsel zur PSV fünf Monate später, erzielte er beim 8:1-Sieg in der WM-Qualifikation in Deventer gegen Island – das auf sein Heimrecht verzichtet hatte – seinen ersten Treffer; ab nun gehörte er zum Kader und kam bis zur WM 1974 in drei von sechs weiteren Spielen zum Einsatz. Für das WM-Aufgebot der Niederländer war er frühzeitig nominiert worden, während sein Bruder Willy mit nur einem Länderspieleinsatz erst als Nachrücker in den Kader kam. René musste in Deutschland lange auf seinen Einsatz warten: erst im Finale durfte er nach der Halbzeitpause für den angeschlagenen Rob Rensenbrink auf den Platz. Viele sahen ihn später als besten Niederländer in diesem Spiel; jedoch konnte auch er die 1:2-Niederlage gegen die deutsche Elf nicht verhindern.
Erst nach dem dritten Platz bei der EM 1976 allerdings wurde René van de Kerkhof unter Bondscoach Jan Zwartkruis erste Wahl in der niederländischen Elf. Als Stürmer war er (mit nur fünf Treffern in seinen 47 Länderspielen) nicht der geborene Torjäger, sondern der Vorbereiter, der meist über die rechte Seite für Gefahr sorgte. Doch wenn er traf, dann war es fast jedes Mal ein wichtiger Treffer, so wie das Tor zum 1:0-Endstand gegen Belgien in der Qualifikation zur WM 1978, das den Niederländern den Weg nach Argentinien freimachte. Beide Zwillinge gehörten dort zur Stammformation und standen in allen sieben Spielen auf dem Platz. René van de Kerkhof erzielte dort seinen einzigen WM-Treffer im Spiel gegen Deutschland, den Ausgleich zum 2:2-Endstand. Schon im ersten Match gegen das iranische Team hatte er sich einen Bruch in der Hand zugezogen, so dass er in den weiteren Spielen mit einer eigens aus den Niederlanden eingeflogenen Gipsmanschette aufgelaufen war. Erst vor dem Finale gegen Gastgeber Argentinien wurde sie zum Problem. Auf Betreiben des argentinischen Mannschaftskapitäns Daniel Passarella beorderte Schiedsrichter Sergio Gonella van de Kerkhof zurück in die Kabine. Trainer Ernst Happel schickte darauf seine gesamte Elf zurück in die Katakomben. Erst nachdem die Manschette mit weichem Stoff und Tapeverband umhüllt worden war, zeigte Gonella ein Einsehen und van de Kerkhof durfte doch auflaufen. Dieser sah darin eine reine Schikane des Endspielgegners: „Es war purer Mumpitz von Passarella. Er hat bewusst versucht, uns aus unserer Konzentration zu bringen.“
Auch in der Qualifikation für die EM 1980 war es René van de Kerkhof, der die Niederlande nach Italien schoss – sein Treffer zum 3:2-Endstand im Leipziger Zentralstadion war es, der die 2:0-Führung der DDR-Auswahl in einen Sieg für die Elftal verwandelte und alle Hoffnung der Ostdeutschen auf die zweite Teilnahme an einem großen Turnier zunichtemachte. Noch bis September 1982 spielte René van de Kerkhof in der Nationalmannschaft, nach der EM in ab Mitte 1980 jedoch meist als Ersatzspieler. Sein letzter Einsatz im Oranje-Dress war im EM-Qualifikationsspiel gegen Irland, als er nach der Halbzeit für John Metgod eingewechselt wurde.

## Erfolge und Ehrungen
- Niederländischer Meister (3): 1974/75, 1975/76, 1977/78
- Niederländischer Pokalsieger (2): 1974, 1976
- UEFA-Pokal: 1977/78

- Weltmeisterschaften: Zweiter WM 1974 (1 Spiel / kein Tor), Zweiter WM 1978 (7 Spiele / 1 Tor)
- Europameisterschaft: Dritter EM 1976 (1 Spiel / kein Tor)

- Von Pelé wurde René van de Kerkhof, auch hier gemeinsam mit Willy, im März 2004 in die Liste der FIFA 100 aufgenommen, der 125 besten noch lebenden Fußballspieler.